# Campionat Sud-americà de futbol de 1953
El Campionat sud-americà de futbol de 1953 es disputà al Perú i fou guanyat pel Paraguai amb el Brasil segon.
Argentina, i Colòmbia abandonaren la competició.
Francisco Molina de Xile esdevingué el màxim golejador del torneig amb 8 gols.

## Estadis
| Lima                     |
| ------------------------ |
| Estadio Nacional de Lima |
| Capacitat: 50.000        |
|                          |

## Ronda final
| Equip    | PJ | PG | PE | PP | GF | GC | DG  | Pts |
| -------- | -- | -- | -- | -- | -- | -- | --- | --- |
| Brasil   | 6  | 4  | 0  | 2  | 15 | 6  | +9  | 8   |
| Paraguai | 6  | 3  | 2  | 1  | 11 | 6  | +5  | 8   |
| Uruguai  | 6  | 3  | 1  | 2  | 15 | 6  | +9  | 7   |
| Xile     | 6  | 3  | 1  | 2  | 10 | 10 | 0   | 7   |
| Perú     | 6  | 3  | 1  | 2  | 4  | 6  | −2  | 7   |
| Bolívia  | 6  | 1  | 1  | 4  | 6  | 15 | −9  | 3   |
| Equador  | 6  | 0  | 2  | 4  | 1  | 13 | −12 | 2   |

| Bolívia    | 1–0 | Perú |
| ---------- | --- | ---- |
| Ugarte 53' |     |      |

| Paraguai                       | 3–0 | Xile |
| ------------------------------ | --- | ---- |
| Fernández 54', 75' · Berni 78' |     |      |

| Uruguai                        | 2–0 | Bolívia |
| ------------------------------ | --- | ------- |
| Puente 11' · Carlos Romero 88' |     |         |

| Perú              | 1–0 | Equador |
| ----------------- | --- | ------- |
| Gómez Sánchez 78' |     |         |

| Brasil                                                                     | 8–1 | Bolívia           |
| -------------------------------------------------------------------------- | --- | ----------------- |
| Julinho 18', 20', 42', 52' · Francisco Rodrigues 25', 44' · Pinga 39', 60' |     | Ugarte 73' (pen.) |

| Xile                | 3–2 | Uruguai                  |
| ------------------- | --- | ------------------------ |
| Molina 5', 55', 67' |     | Morel 70' · Balseiro 81' |

| Paraguai | 0–0 | Equador |
| -------- | --- | ------- |
|          |     |         |

| Xile | 0–0 | Perú |
| ---- | --- | ---- |
|      |     |      |

| Bolívia   | 1–1 | Equador   |
| --------- | --- | --------- |
| Alcón 25' |     | Guzmán 6' |

| Perú                          | 2–2 | Paraguai                  |
| ----------------------------- | --- | ------------------------- |
| Gómez Sánchez 47' · Terry 53' |     | Fernández 36' · Berni 77' |

| Paraguai                    | 2–2 | Uruguai           |
| --------------------------- | --- | ----------------- |
| Atilio López 5' · Berni 52' |     | Balseiro 36', 55' |

| Brasil                   | 2–0 | Equador |
| ------------------------ | --- | ------- |
| Ademir 18' · Cláudio 55' |     |         |

| Brasil       | 1–0 | Uruguai |
| ------------ | --- | ------- |
| Ipojucan 87' |     |         |

| Paraguai                     | 2–1 | Bolívia          |
| ---------------------------- | --- | ---------------- |
| Ángel Romero 17' · Berni 22' |     | Ramon Santos 76' |

| Xile                            | 3–0 | Equador |
| ------------------------------- | --- | ------- |
| Molina 33', 47' · Cremaschi 70' |     |         |

| Perú          | 1–0 | Brasil |
| ------------- | --- | ------ |
| Navarrete 51' |     |        |

| Brasil                                  | 3–2 | Xile            |
| --------------------------------------- | --- | --------------- |
| Julinho 1' · Zizinho 53' · Baltazar 70' |     | Molina 62', 76' |

| Uruguai                                                                             | 6–0 | Equador |
| ----------------------------------------------------------------------------------- | --- | ------- |
| Méndez 12' · Puente 51' · Peláez 58' · Morel 60' · Carlos Romero 86' · Balseiro 88' |     |         |

| Paraguai                    | 2–1 | Brasil            |
| --------------------------- | --- | ----------------- |
| Atilio López 49' · León 89' |     | Nílton Santos 12' |

| Xile                            | 2–2 | Bolívia                      |
| ------------------------------- | --- | ---------------------------- |
| Meléndez 28' · Díaz Carmona 52' |     | Ramón Santos 15' · Alcón 49' |

| Uruguai                             | 3–0 | Perú |
| ----------------------------------- | --- | ---- |
| Peláez 23', 67' · Carlos Romero 71' |     |      |

### Desempat
| Paraguai                                       | 3–2 | Brasil            |
| ---------------------------------------------- | --- | ----------------- |
| Atilio López 14' · Gavilán 17' · Fernández 41' |     | Baltazar 56', 65' |

| P              |  | Riquelme   |  |       |
| D              |  | Herrera    |  |       |
| D              |  | Olmedo     |  |       |
| C              |  | Gavilán    |  |       |
| C              |  | Leguizamón |  |       |
| C              |  | Hermosilla |  |       |
| A              |  | Berni      |  |       |
| A              |  | López      |  | Surt  |
| A              |  | Fernández  |  |       |
| A              |  | Romero     |  | Surt  |
| A              |  | Gómez      |  | Surt  |
| Substitucions: |  |            |  |       |
| C              |  | Parodi     |  | Entra |
| C              |  | Lacasa     |  | Entra |
| C              |  | González   |  | Entra |
| Entrenador:    |  |            |  |       |
| Fleitas Solich |  |            |  |       |

| P              |  | Castilho      |  |       |
| D              |  | Djalma Santos |  |       |
| D              |  | Haroldo       |  |       |
| D              |  | Nílton Santos |  | Surt  |
| C              |  | Bauer         |  |       |
| C              |  | Brandãozinho  |  |       |
| A              |  | Didi          |  |       |
| A              |  | Julinho       |  |       |
| A              |  | Baltazar      |  |       |
| A              |  | Pinga         |  | Surt  |
| A              |  | Cláudio       |  |       |
| Substitucions: |  |               |  |       |
| A              |  | Alfredo       |  | Entra |
| A              |  | Ipojucã       |  | Entra |
| Entrenador:    |  |               |  |       |
| Moreira        |  |               |  |       |

## Resultat
| Campionat Sud-americà 1953 |
| -------------------------- |
| Paraguai                   |
| Paraguai Primer títol      |

## Golejadors
7 gols
- Francisco Molina

5 gols
- Júlio Botelho

4 gols
- Ángel Berni
- Rubén Fernández
- Osvaldo Balseiro

3 gols
- Baltazar
- Atilio López
- Carlos Romero
- Donald Peláez

2 gols
- Ricardo Alcón
- Ramón Santos
- Víctor Ugarte
- Pinga
- Francisco Rodrigues
- Óscar Gómez Sánchez
- Walter Morel
- Washington Puente

1 gol
- Ademir Marques de Menezes
- Cláudio Christovam de Pinho
- Ipojucan Lins de Araújo
- Nílton Santos
- Zizinho
- Atilio Cremaschi
- Guillermo Díaz Carmona
- René Meléndez
- Eduardo Guzmán
- Juan Ángel Romero
- Pablo León
- Manuel Gavilán
- Luis Navarrete
- Alberto Terry
- Omar Méndez